# Луїза Німеш
Луїза Хельга Герда Німеш (нім. Luisa Helga Gerda Niemesch; нар. 7 вересня 1995, Карлсруе, Баден-Вюртемберг) — німецька борчиня вільного стилю, дворазова срібна та дворазова бронзова призерка чемпіонатів Європи, учасниця двох Олімпійських ігор.

## Життєпис
Боротьбою почала займатися з 2007 року. Шість разів ставала призеркою чемпіонатів світу та Європи серед кадетів, юніорів та молоді.
У 2016 році на олімпійському кваліфікаційному турнірі в Улан-Баторі посіла друге місце, здобувши ліцензію на літні Олімпійські ігри в Ріо-де-Жанейро. Там Німеш у першій же сутичці зазнала поразки з рахунком 0:9 від представниці Росії Валерії Коблової. Оскільки російська спортсменка пройшла до фіналу, Луїза Німеш змогла взяти учать у втішних сутичках за бронзову нагороду, але програла з рахунком 0:7 від представниці Монголії Пуревдорджийн Орхон, посівши в підсумку останнє двадцяте місце.
У 2021 році на олімпійському кваліфікаційному турнірі в Софії посіла третє місце, що не дозволило їй відібратись на літні Олімпійські ігри в Токіо.
У 2022 році Луїза Німеш стала віце-чемпіонкою Європи, поступившись у фіналі Тайбе Юсейн з Болгарії.
Виступає за спортивний клуб «SV Germania» Вайнгартен. Тренери — Патрік Лоес (з 2012), Франк Гейнзкльбеккер (з 2007), Маріо Сачс (з 2010).

## Спортивні результати на міжнародних змаганнях

### Виступи на Олімпіадах
| Змагання                    | Збірна    | Вагова категорія          | Місце |
| --------------------------- | --------- | ------------------------- | ----- |
| Літні Олімпійські ігри 2016 | Німеччина | жіноча боротьба, до 58 кг | 20    |
| Літні Олімпійські ігри 2024 | Німеччина | жіноча боротьба, до 62 кг | 9     |

### Виступи на Чемпіонатах світу
| Змагання                        | Збірна    | Вагова категорія          | Місце |
| ------------------------------- | --------- | ------------------------- | ----- |
| Чемпіонат світу з боротьби 2015 | Німеччина | жіноча боротьба, до 58 кг | 19    |
| Чемпіонат світу з боротьби 2017 | Німеччина | жіноча боротьба, до 60 кг | 5     |
| Чемпіонат світу з боротьби 2018 | Німеччина | жіноча боротьба, до 62 кг | 15    |
| Чемпіонат світу з боротьби 2019 | Німеччина | жіноча боротьба, до 62 кг | 31    |
| Чемпіонат світу з боротьби 2021 | Німеччина | жіноча боротьба, до 62 кг | 12    |
| Чемпіонат світу з боротьби 2022 | Німеччина | жіноча боротьба, до 62 кг | 14    |
| Чемпіонат світу з боротьби 2023 | Німеччина | жіноча боротьба, до 62 кг | 5     |

### Виступи на Чемпіонатах Європи
| Змагання                         | Збірна    | Вагова категорія          | Місце  |
| -------------------------------- | --------- | ------------------------- | ------ |
| Чемпіонат Європи з боротьби 2013 | Німеччина | жіноча боротьба, до 59 кг | 7      |
| Чемпіонат Європи з боротьби 2014 | Німеччина | жіноча боротьба, до 58 кг | 5      |
| Чемпіонат Європи з боротьби 2016 | Німеччина | жіноча боротьба, до 58 кг | 5      |
| Чемпіонат Європи з боротьби 2019 | Німеччина | жіноча боротьба, до 62 кг | 7      |
| Чемпіонат Європи з боротьби 2020 | Німеччина | жіноча боротьба, до 62 кг | 8      |
| Чемпіонат Європи з боротьби 2022 | Німеччина | жіноча боротьба, до 62 кг | Срібло |
| Чемпіонат Європи з боротьби 2023 | Німеччина | жіноча боротьба, до 62 кг | Бронза |
| Чемпіонат Європи з боротьби 2024 | Німеччина | жіноча боротьба, до 62 кг | Срібло |
| Чемпіонат Європи з боротьби 2025 | Німеччина | жіноча боротьба, до 62 кг | Бронза |

### Виступи на Європейських іграх
| Змагання              | Збірна    | Вагова категорія          | Місце |
| --------------------- | --------- | ------------------------- | ----- |
| Європейські ігри 2015 | Німеччина | жіноча боротьба, до 58 кг | 13    |

### Виступи на Кубках світу
| Змагання                    | Збірна    | Вагова категорія          | Місце |
| --------------------------- | --------- | ------------------------- | ----- |
| Кубок світу з боротьби 2020 | Німеччина | жіноча боротьба, до 62 кг | 5     |

### Виступи на інших змаганнях
| Змагання                                                         | Збірна    | Вагова категорія          | Місце  |
| ---------------------------------------------------------------- | --------- | ------------------------- | ------ |
| Flatz Open 2013                                                  | Німеччина | жіноча боротьба, до 59 кг | Срібло |
| Гран-прі Німеччини з боротьби 2013                               | Німеччина | жіноча боротьба, до 59 кг | 13     |
| Вогні Москви 2013                                                | Німеччина | жіноча боротьба, до 59 кг | 4      |
| Турнір Дана Колова — Николи Петрова 2014                         | Німеччина | жіноча боротьба, до 58 кг | 5      |
| Klippan Lady Open 2014                                           | Німеччина | жіноча боротьба, до 58 кг | 15     |
| Кубок Гранми з боротьби 2015                                     | Німеччина | жіноча боротьба, до 58 кг | Бронза |
| Турнір Дана Колова — Николи Петрова 2015                         | Німеччина | жіноча боротьба, до 58 кг | 7      |
| Klippan Lady Open 2016                                           | Німеччина | жіноча боротьба, до 58 кг | Бронза |
| Олімпійський кваліфікаційний турнір з боротьби 2016 (Зренянин)   | Німеччина | жіноча боротьба, до 58 кг | 5      |
| Олімпійський кваліфікаційний турнір з боротьби 2016 (Улан-Батор) | Німеччина | жіноча боротьба, до 58 кг | Срібло |
| Кубок Канади з боротьби 2016                                     | Німеччина | жіноча боротьба, до 60 кг | Золото |
| Гран-прі Іспанії з боротьби 2016                                 | Німеччина | жіноча боротьба, до 60 кг | Бронза |
| Flatz Open 2017                                                  | Німеччина | жіноча боротьба, до 60 кг | Золото |
| Гран-прі Німеччини з боротьби 2017                               | Німеччина | жіноча боротьба, до 58 кг | Бронза |
| Відкритий чемпіонат Польщі з боротьби 2017                       | Німеччина | жіноча боротьба, до 58 кг | Бронза |
| Klippan Lady Open 2018                                           | Німеччина | жіноча боротьба, до 62 кг | Бронза |
| Турнір Яшара Догу 2018                                           | Німеччина | жіноча боротьба, до 62 кг | Бронза |
| Відкритий чемпіонат Польщі з боротьби 2018                       | Німеччина | жіноча боротьба, до 62 кг | Бронза |
| Меморіал Іона Корнеану і Ладислава Сімона 2018                   | Німеччина | жіноча боротьба, до 62 кг | Срібло |
| Гран-прі Німеччини з боротьби 2019                               | Німеччина | жіноча боротьба, до 62 кг | Золото |
| Турнір Дана Колова — Николи Петрова 2019                         | Німеччина | жіноча боротьба, до 62 кг | 14     |
| Турнір Яшара Догу 2019                                           | Німеччина | жіноча боротьба, до 62 кг | 10     |
| Відкритий чемпіонат Польщі з боротьби 2019                       | Німеччина | жіноча боротьба, до 62 кг | 7      |
| Меморіал Маттео Пелліконе 2020                                   | Німеччина | жіноча боротьба, до 62 кг | 17     |
| Гран-прі Франції Анрі Деглана 2021                               | Німеччина | жіноча боротьба, до 62 кг | Бронза |
| Олімпійський кваліфікаційний турнір з боротьби 2020 (Будапешт)   | Німеччина | жіноча боротьба, до 62 кг | 12     |
| Олімпійський кваліфікаційний турнір з боротьби 2020 (Софія)      | Німеччина | жіноча боротьба, до 62 кг | Бронза |
| Турнір Яшара Догу 2022                                           | Німеччина | жіноча боротьба, до 62 кг | 12     |
| Меморіал Маттео Пелліконе 2022                                   | Німеччина | жіноча боротьба, до 62 кг | 5      |
| Турнір Зухає Сгає 2022                                           | Німеччина | жіноча боротьба, до 62 кг | Золото |
| Меморіал Іона Корнеану і Ладислава Сімона 2022                   | Німеччина | жіноча боротьба, до 62 кг | Срібло |
| Гран-прі Франції Анрі Деглана 2023                               | Німеччина | жіноча боротьба, до 62 кг | 5      |
| Турнір Ібрагіма Мустафи 2023                                     | Німеччина | жіноча боротьба, до 62 кг | Бронза |
| Турнір К. У. Кожомкула і Р. Санатбаєва 2023                      | Німеччина | жіноча боротьба, до 62 кг | 5      |
| Меморіал Імре Поляка та Яноша Варги 2023                         | Німеччина | жіноча боротьба, до 62 кг | 9      |
| Відкритий чемпіонат Польщі з боротьби 2023                       | Німеччина | жіноча боротьба, до 62 кг | Золото |
| Відкритий чемпіонат Загреба з боротьби 2024                      | Німеччина | жіноча боротьба, до 62 кг | 22     |
| Меморіал Імре Поляка та Яноша Варги 2024                         | Німеччина | жіноча боротьба, до 62 кг | 11     |
| Відкритий чемпіонат Польщі з боротьби 2024                       | Німеччина | жіноча боротьба, до 62 кг | Срібло |

### Виступи на змаганнях молодших вікових груп
| Змагання                                       | Збірна    | Вагова категорія          | Місце  |
| ---------------------------------------------- | --------- | ------------------------- | ------ |
| Чемпіонат Європи з боротьби серед кадетів 2011 | Німеччина | жіноча боротьба, до 49 кг | Бронза |
| Чемпіонат Європи з боротьби серед кадетів 2012 | Німеччина | жіноча боротьба, до 52 кг | Бронза |
| Чемпіонат світу з боротьби серед кадетів 2012  | Німеччина | жіноча боротьба, до 52 кг | Срібло |
| Чемпіонат Європи з боротьби серед юніорів 2013 | Німеччина | жіноча боротьба, до 59 кг | 9      |
| Чемпіонат світу з боротьби серед юніорів 2013  | Німеччина | жіноча боротьба, до 59 кг | 5      |
| Чемпіонат Європи з боротьби серед юніорів 2014 | Німеччина | жіноча боротьба, до 59 кг | 7      |
| Чемпіонат світу з боротьби серед юніорів 2014  | Німеччина | жіноча боротьба, до 59 кг | Срібло |
| Чемпіонат світу з боротьби серед юніорів 2015  | Німеччина | жіноча боротьба, до 59 кг | 7      |
| Чемпіонат Європи з боротьби серед молоді 2017  | Німеччина | жіноча боротьба, до 58 кг | Бронза |
| Чемпіонат світу з боротьби серед молоді 2018   | Німеччина | жіноча боротьба, до 62 кг | Бронза |